# Terremoto de Colima de 1900

El Terremoto de Colima de 1900 ocurrió el 19 de enero de 1900, aproximadamente a las 11:45 de la noche. Según Jorge Piza Espinosa fue de 6.8 y según el Centro Nacional de Prevención de Desastres de 7.6.

## Historia
El sismo fue de tipo trepidatorio-oscilatorio de oeste a este, de XVII Mercalli y tuvo una duración de unos 75 segundos. Se descarrilaron varios furgones de tren y en la ciudad de Colima fallecieron 6 personas y 67 heridos fueron enviados al hospital. Como saldo se pueden mencionar, 2014 casas averiadas, de las cuales 562 se consideraron en peligro de derrumbarse y 190 quedaron destruidas. En ese tiempo, se calcularon los daños por 13 247 MXN. La Iglesia Catedral canceló el culto, por lo que las misas se llevaron a cabo en el Santuario del Sagrado Corazón de Jesús. Se dañaron 9 escuelas públicas y el reloj del palacio de gobierno.

### Daños
- Jalisco: En Guadalajara causó cuarteaduras en el templo de Santa María de Gracia, El de Aranzazú y el de San Felipe y sufrieron daños la cúpula de El Sagrario, Santa Mónica, San Diego, Capilla de Jesús, San Sebastián de Analco y Mezquitán

En Ciudad Guzmán Algunas casas quedaron dañadas pero no hubo lesionados.
Y en otros lados de Jalisco se reportaron severos daños en la fachada de edificios como en viviendas como en Ocotlán, Sayula, Zapotitlán de Vadillo, San Gabriel, Autlán de Navarro y Unión de Tula.
- Colima: La Ciudad de Colima quedó en ruinas, en Manzanillo cientos de edificios quedaron dañados y cuarteados y en otros lados como Tecomán y Coquimatlán templos quedaron dañados y pares de viviendas destrozadas